# 장보고-III 배치-II 잠수함
장보고-III 배치-II 잠수함은 대한민국 해군이 건조중인 잠수함이다.

## 역사
장보고-III 배치-I인 도산안창호급 잠수함은 SLBM 6발을 탑재하지만, 장보고-III 배치-II는 SLBM 10발을 탑재한다. 배수량 3600t으로 알려진 3척은 2025~2027년까지 순차로 건조돼 2028년까지 해군에 인도된다. 이를 위해 총사업비 약 3조4100억 원이 투입된다.
2021년 9월 9일, 방위사업청은 대우조선해양과 9857억 원 규모의 장보고-Ⅲ 배치(Batch)-Ⅱ 2번함 건조 계약을 9일 체결했다.

## 장보고-III 사업
장보고-III 배치-I3척, 기준배수량 3300톤, 수중배수량 3700톤, SLBM 6발, 국산화율 76.8%, 도산안창호급 잠수함
장보고-III 배치-II3척, 기준배수량 3600톤, SLBM 10발, 국산화율 80%
장보고-III 배치-III3척, 기준배수량 4000톤, SLBM 10여발